# Poljanen
De Poljanen (Oekraïens: Поляни, Poljany; Russisch: Поляне, Poljane) waren een Slavische stam die tussen de 6e en de 9e eeuw aan beide zijden van de Dnjepr woonde, van Ljoebetsj (in het huidige Oblast Tsjernihiv) tot Roden (bij Kaniv) en aan de benedenlopen van de Ros, Soela, Stoehna, Teteriv, Irpin, Desna en Pripjat.
De naam is afgeleid van het Oudrussische woord поле (zeg:polje) dat "veld" betekent: "veldbewoners".

## Ligging
Het land van de Poljanen lag te midden van de gebieden van verschillende Slavische stammen als de Drevljanen, Radimitsjen, Dregovitsjen en Severjanen, en was met deze door waterwegen verbonden. De belangrijke handelsroute van de Varjagen naar de Grieken liep door het land van de Poljanen en verbond Noord-Europa met de Zwarte Zee en het Byzantijnse Rijk.

## Vaardigheden en gebruiken
In de 9e en 10e eeuw bezaten de Poljanen een goed ontwikkelde akkerbouw en veeteelt, en hielden zich bezig met jagen, vissen, het houden van wilde bijen en diverse ambachten zoals ijzersmeden, bronsgieten, goudsmeden, de vervaardiging van aardewerk etc. Ze hadden tweezijdig snijdende zwaarden. Men woonde in verdiepte kuilwoningen en droeg handgeweven kleding en bescheiden sieraden. Voor de bekering tot het christendom werden de doden gecremeerd en onder grafheuvels begraven. De Nestorkroniek vermeldt dat de sociaal-economische verhoudingen bij de Poljanen hoger ontwikkeld waren dan bij de naburige Drevljanen, Radimitsen en Vjatitsjen, welke "als dieren in de wouden leefden en geen huwelijken kenden". Ze waren zachtmoedig en stil, met respect voor vrouwen. Bij trouwen werd de bruid 's avonds overgedragen. De volgende dag werd de bruidsschat gebracht.

## Invloedssferen
Aan het begin van de 9e eeuw bevonden de Poljanen zich binnen de invloedssfeer van de Chazaren. In de jaren 860 breidde Rurik de Varjaag zijn rijk van Novgorod uit naar het zuiden. De Varjagen, of "Roes", voerden succesvolle militaire campagnes tegen het Byzantijnse Rijk, welk hen uiteindelijk versloeg en vrede sloot, en tegen de Petsjenegen en Koemanen. Rond 880 werd het land van de Poljanen door Oleg van Novgorod veroverd en de kronieken noemen de Poljanen als de stichters van Kiev. Dit maakt ze de stam die het meest heeft bijgedragen aan het ontstaan van het Kievse Rijk.
Volgens de in de kronieken overleverde legenden waren de belangrijkste steden van de oostelijke Poljanen Kiev, Vysjhorod, Bilhorod (nu het dorp Bilohorodka aan de Irpin), Zvenihorod, Tripyllja en Vasylkiv.
De Poljanen worden het laatst vermeld in een kroniek van 944, in verband met de campagne van Igor van Kiev tegen Byzantium. Vanaf de 10e eeuw wordt de naam "Poljanen" niet meer gebruikt en spreekt men van de "Kievse Roes". Ze zijn door de Derevljanen en andere stammen verdreven.